# Brudzinski-jel
A klinikai neurológiában a Brudzinski-jel az agyhártyagyulladás diagnosztizálására alkalmas, könnyen kiváltható kóros reflex reakció. Nevét Józef Brudziński lengyel gyermekorvosról kapta.

## A vizsgálat
A Brudzinski-jel meglétét akkor vizsgálják, ha felmerül a gyanú, hogy a beteg agyhártyagyulladásban szenved. Az orvos egyik kezét a hátán fekvő beteg feje alá helyezi és a fejet megemeli, miközben másik kezét a beteg mellkasára helyezve megakadályozza, hogy a beteg törzs felemelkedjen. A Brudzinski-jel pozitív (valószínűsíthető az agyhártyagyulladás), ha a beteg ennek hatására spontán felhúzza a lábát.
Brudzinski egy másik hasonló tesztet is kidolgozott az agyhártyagyulladás diagnosztizálására. Ennek során az orvos a hátán fekvő beteg egyik lábát behajlítja. Pozitív az eredmény, ha a beteg ennek hatására spontán behajlítja a másik lábát is.

## Megbízhatóság
Brudzinski diagnosztikai módszerét széles körben használják, de egy 2002-es vizsgálat szerint az eljárás nem ad megbízható eredményt, bár a Brudzinski-jelet általában pontosabbnak tartják a Kernig-jelnél.